# Нерингово слепо куче
Нерингово слепо куче (лат. Spalax nehringi, енгл. Nehring's blind mole-rat) је глодар из породице слепих кучића (лат. Spalacidae). 

## Распрострањење
Врста је присутна у Грузији, Јерменији и Турској.

## Станиште
Нерингово слепо куче има станиште на копну.

## Угроженост
Подаци о распрострањености ове врсте су недовољни.

### Популациони тренд
Популациони тренд је за ову врсту непознат.